# Struga (stacja kolejowa)
Struga – stacja kolejowa w Markach na nieistniejącej już linii Warszawa Wawer – Zegrze.